# Euplectella simplex
Euplectella simplex är en svampdjursart som beskrevs av Schulze 1895. Euplectella simplex ingår i släktet Euplectella och familjen Euplectellidae.
Artens utbredningsområde är havet utanför Indien. Inga underarter finns listade i Catalogue of Life.